# Panguragan Lor
Panguragan Lor is een bestuurslaag in het regentschap Cirebon van de provincie West-Java, Indonesië. Panguragan Lor telt 5240 inwoners (volkstelling 2010).